# Kleine Raubhausfliege

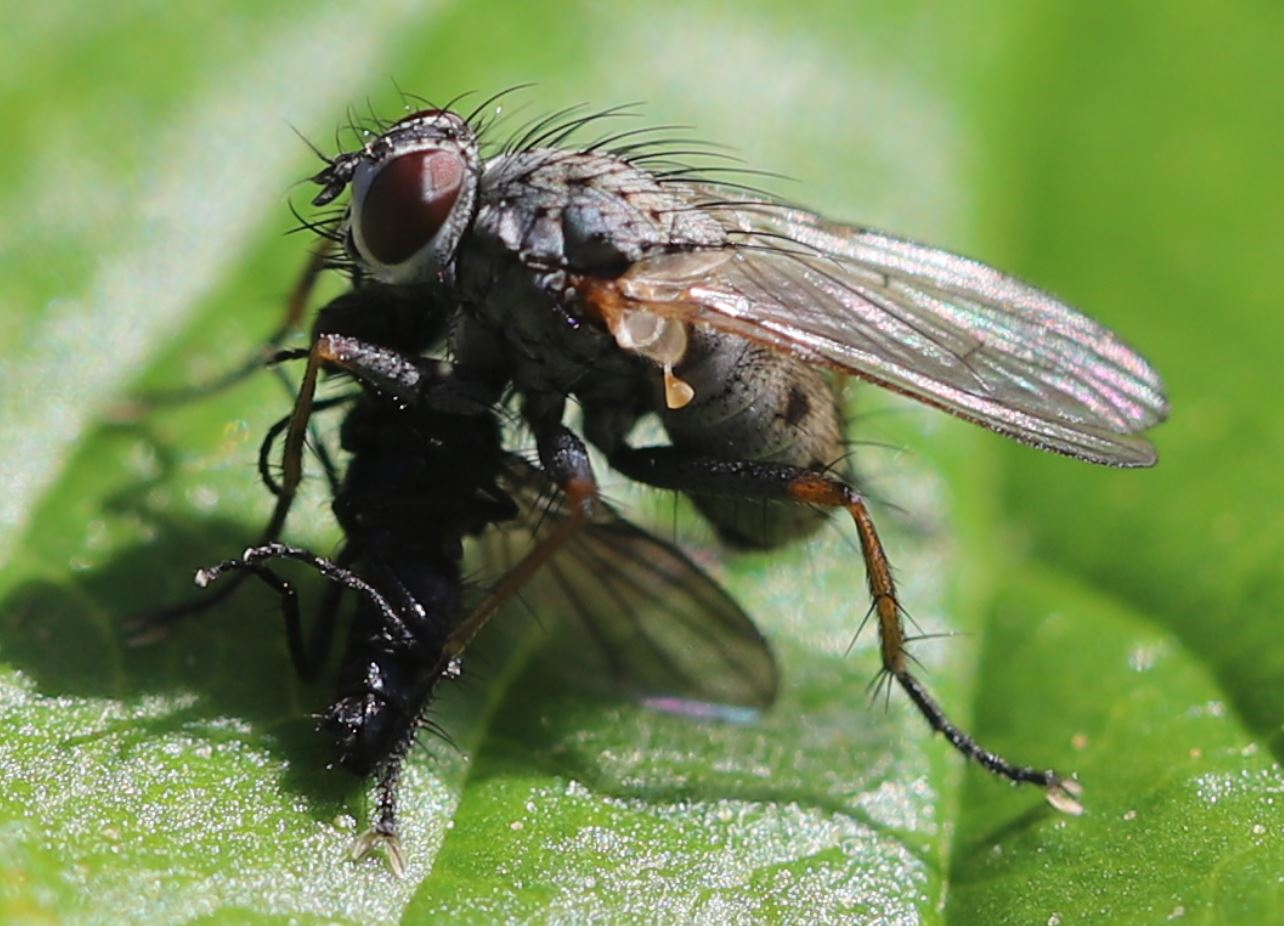
Fliege mit Beute, vermutlich eine Minierfliege

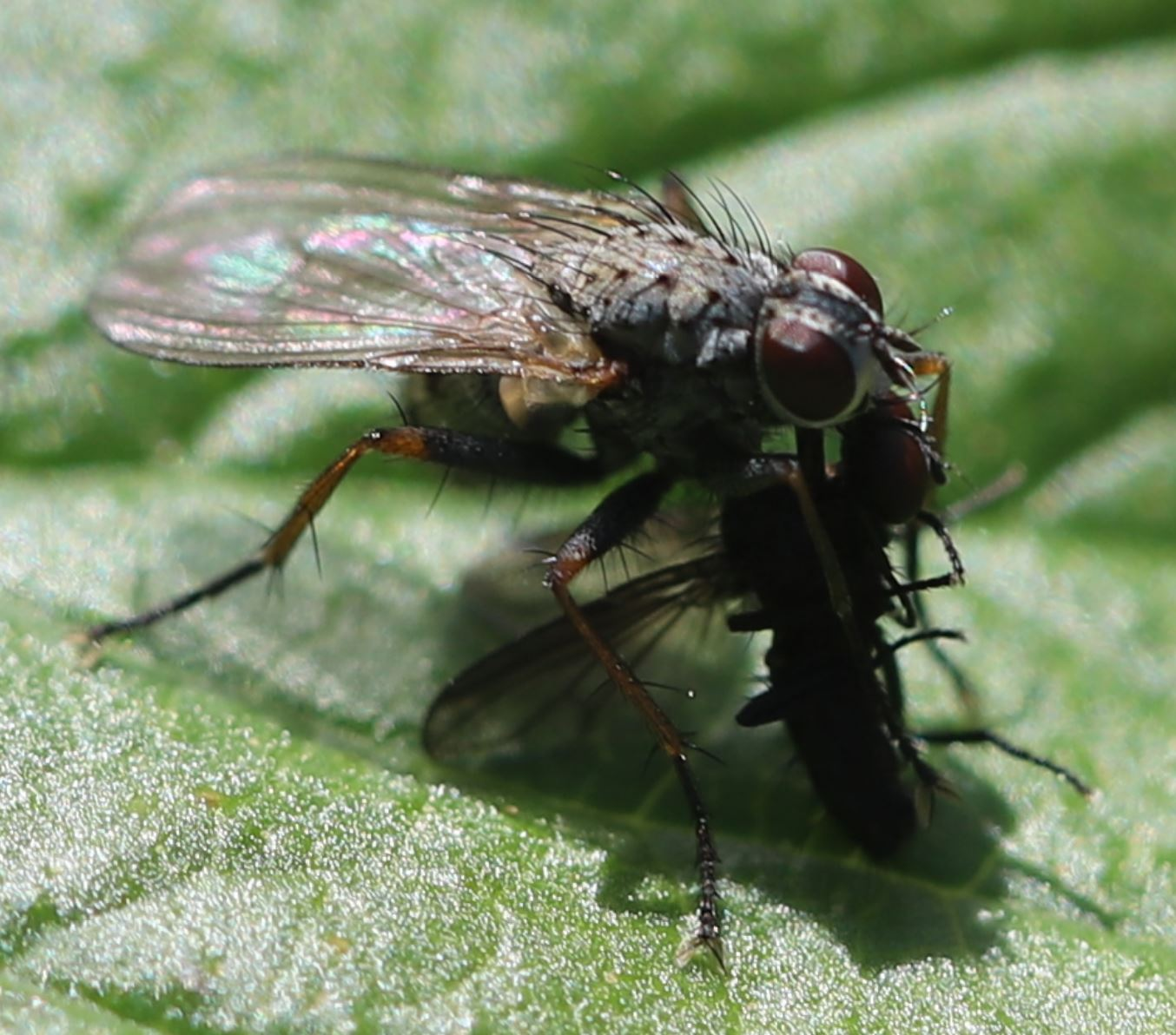

Die Kleine Raubhausfliege (Coenosia tigrina) ist eine Fliege aus der Unterfamilie der Coenosiinae innerhalb der Echten Fliegen (Muscidae).

## Merkmale
Die hellgrau gefärbten Fliegen sind relativ klein. Die Männchen erreichen eine Körperlänge von 5,75 mm, die Weibchen von 7 mm. Der Hinterleib der Fliegen weist mehrere größere dunkle Flecke auf. Die mittleren und hinteren Femora sind am apikalen Ende rot gefärbt, ansonsten schwarz. Die vorderen Femora sind lediglich an der apikalen Spitze rot. Die Tibien sind rot, die Tarsen schwarz. Die hinteren Tibien weisen auf halber Länge eine anteroventrale und eine anterodorsale Borste (Seta) auf. Der Kopf ist überwiegend weiß, die Facettenaugen dunkelrot. Zwischen den Augen reicht ein dunkler Streifen bis zu den Fühlern. Coenosia tigrina ist Teil eines gleichnamigen Artenkomplexes, dessen Vertreter sich sehr ähneln.

## Verbreitung
Die Art ist in der Paläarktis heimisch. In Europa ist sie fast überall vertreten. Im Süden reicht das Vorkommen bis nach Nordafrika. Anfang des 19. Jahrhunderts wurde die Fliegenart in Nordamerika eingeführt. Dort kommt sie heute im Nordosten und im Westen der Vereinigten Staaten sowie im angrenzenden Kanada vor.

## Lebensweise
Die Fliegen beobachtet man von Mai bis September. Sie halten sich gewöhnlich an Waldrändern und in Heckenbiotopen auf. Dort lauern die Ansitzjäger anderen Fliegen und Kleininsekten auf. Man findet die Fliegen auch in Gewächshäusern, wo sie als Nützlinge gelten. Die Larven leben im Erdreich und ernähren sich räuberisch, bevorzugt von jüngeren Exemplaren des Kompostwurms (Eisenia fetida). Die Larven dringen dabei in die Epidermis der Würmer ein und fressen von deren inneren Gewebe. Nach der Eiablage schlüpften die Larven unter Laborbedingungen temperaturabhängig nach 5 bis 11 Tagen. Die Larvenentwicklung dauerte unter Laborbedingungen temperaturabhängig zwischen 15 und 35 Tagen, das anschließende Puppenstadium 12 bis 28 Tage.